# Вялковский сельский округ
Вялковский сельский округ — упразднённая административно-территориальная единица, существовавшая на территории Раменского района Московской области в 1994—2006 годах.
Вялковский сельсовет был образован в первые годы советской власти. По данным 1919 года он входил в состав Быковской волости Богородского уезда Московской губернии.
В 1923 году к Вялковскому с/с были присоединены Апарихский, Капустинсий и Осеченкинский с/с.
В 1926 году Вялковский с/с включал село Осеченки, деревни Апариха, Вялки и Капустино, а также 8 хуторов, разъезд и казарму.
В 1929 году Вялковский с/с был отнесён к Раменскому району Московского округа Московской области.
14 июня 1954 года к Вялковскому с/с был присоединён Хрипаньковский сельсовет.
3 июня 1959 года Раменский район был упразднён и Вялковский с/с вошёл в Люберецкий район.
28 июля 1960 года Вялковский с/с был передан в восстановленный Раменский район.
1 февраля 1963 года Раменский район был вновь упразднён и Вялковский с/с вошёл в Люберецкий сельский район. 11 января 1965 года Вялковский с/с был возвращён в восстановленный Раменский район.
23 июня 1988 года в Вялковском с/с был упразднён посёлок завода пластмасс.
3 февраля 1994 года Вялковский с/с был преобразован в Вялковский сельский округ.
8 июля 1998 года к Вялковскому с/о был присоединён Копнинский сельский округ (селения Зюзино, Копнино и Полушкино, Опытное Поле).
27 декабря 2002 года к Вялковскому с/о был присоединён Строкинский сельский округ.
19 октября 2004 года из Вялковского с/о в Дементьевский сельский округ были переданы деревни Поповка и Хрипань.
В ходе муниципальной реформы 2004—2005 годов Вялковский сельский округ прекратил своё существование как муниципальная единица. При этом деревня Апариха была передана в городское поселение Быково, а остальные населённые пункты — в сельское поселение Вялковское.
29 ноября 2006 года Вялковский сельский округ исключён из учётных данных административно-территориальных и территориальных единиц Московской области.